# Trentepohlia speiseri
Trentepohlia speiseri är en tvåvingeart som beskrevs av Edwards 1913. Trentepohlia speiseri ingår i släktet Trentepohlia och familjen småharkrankar. Inga underarter finns listade i Catalogue of Life.